# Patella skelettensis
Patella skelettensis is een slakkensoort uit de familie van de Patellidae. De wetenschappelijke naam van de soort is voor het eerst geldig gepubliceerd in 2009 door Massier.